# Сливно (Руновичі)
Сливно (хорв. Slivno) — населений пункт у Хорватії, в Сплітсько-Далматинській жупанії у складі громади Руновичі.

## Населення
Населення за даними перепису 2011 року становило 352 осіб.
Динаміка чисельності населення поселення:

## Клімат
Середня річна температура становить 12,38 °C, середня максимальна – 26,90 °C, а середня мінімальна – -2,58 °C. Середня річна кількість опадів – 933 мм.
| Клімат поселення                              | Клімат поселення | Клімат поселення | Клімат поселення | Клімат поселення | Клімат поселення | Клімат поселення | Клімат поселення | Клімат поселення | Клімат поселення | Клімат поселення | Клімат поселення | Клімат поселення | Клімат поселення |
| Показник                                      | Січ.             | Лют.             | Бер.             | Квіт.            | Трав.            | Черв.            | Лип.             | Серп.            | Вер.             | Жовт.            | Лист.            | Груд.            |                  |
| Середній максимум, °C                         | 8,08             | 8,99             | 12,69            | 16,64            | 21,28            | 25,21            | 26,90            | 26,71            | 21,89            | 17,28            | 12,02            | 8,82             |                  |
| Середня температура, °C                       | 2,76             | 3,66             | 7,35             | 11,31            | 15,94            | 19,87            | 22,57            | 22,38            | 17,56            | 12,96            | 7,69             | 4,51             |                  |
| Середній мінімум, °C                          | −2,58            | −1,68            | 2,02             | 5,96             | 10,61            | 14,53            | 18,24            | 18,05            | 13,22            | 8,62             | 3,37             | 0,17             |                  |
| Норма опадів, мм                              | 82               | 73               | 75               | 80               | 63               | 60               | 42               | 55               | 77               | 103              | 120              | 103              |                  |
| Середньомісячна швидкість вітру, м/с          | 2.51             | 2.91             | 3.02             | 2.81             | 2.51             | 2.25             | 2.26             | 2.10             | 2.30             | 2.36             | 2.84             | 2.92             |                  |
| Середньомісячна сонячна радіація, кДж/м²·день | 5600             | 8250             | 11979            | 16155            | 19894            | 22598            | 24384            | 21642            | 16069            | 10486            | 6107             | 4760             |                  |
| --------------------------------------------- | ---------------- | ---------------- | ---------------- | ---------------- | ---------------- | ---------------- | ---------------- | ---------------- | ---------------- | ---------------- | ---------------- | ---------------- | ---------------- |
| Джерело:                                      |                  |                  |                  |                  |                  |                  |                  |                  |                  |                  |                  |                  |                  |